# Alaus oculatus
Alaus oculatus là một loài thuộc họ Bổ củi. Thân nó dài 25–45 milimét (1,0–1,8 in). Nó được tìm thấy ở Trung và Bắc Mỹ. Thức ăn của chúng là nước và mật quả. Ấu trùng ăn giòi và bọ đục gỗ.

## Hình ảnh

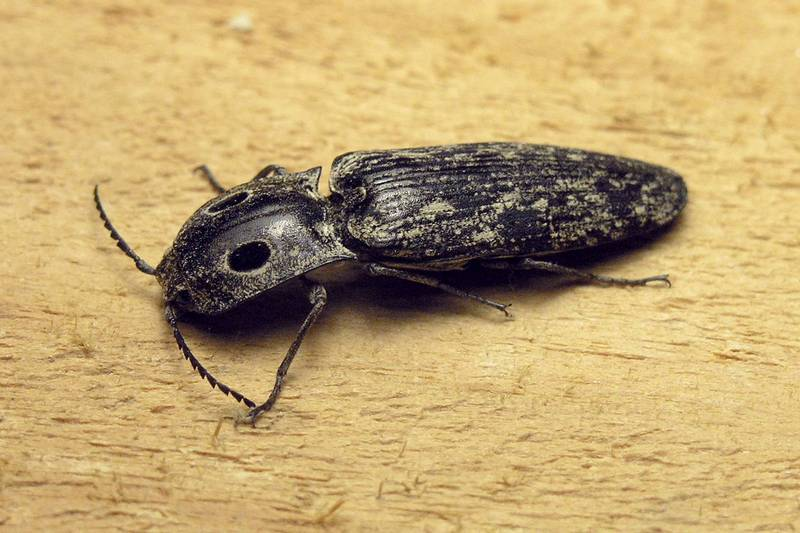